# Магритт (кинопремия, 2017)
7-я церемония вручения премии «Магритт» за 2016 год состоялась 4 февраля 2017 года в конференц-центре Square-Brussel Meeting Center на горе Искусств в Брюсселе. Во время церемонии бельгийская Академия Андре Дельво представила награды «Магритт» в 22 категориях. Церемония транслировалась в прямом эфире телеканала BeTV.
Актриса Виржини Эфира была объявлена президентом церемонии 25 ноября 2016 года. Ведущей церемонии была избрана актриса Анн-Паскаль Клерамбур. Номинанты церемонии были объявлены 10 января 2017 года. Лучшим фильмом 2016 года стала картина «Первый, последний» режиссёра Були Ланнерса.

## Статистика
Фильмы, получившие по несколько номинаций.
| Фильм                 | Оригинальное название      | Номинации | Победы |
| --------------------- | -------------------------- | --------- | ------ |
| • Первый, последний   | Les Premiers, les Derniers | 8         | 5      |
| • Вратарь             | Keeper                     | 8         | 3      |
| • Смерть от смерти    | Je me tue à le dire        | 7         | 2      |
| • Зонт                | Parasol                    | 7         | 2      |
| • Чёрный              | Black                      | 5         | —      |
| • Семейный бюджет     | L'Économie du couple       | 4         | —      |
| • Баден-Баден         | Baden Baden                | 3         | 1      |
| • Едва я открою глаза | À peine j’ouvre les yeux   | 2         | —      |
| • Вечность            | Eternity                   | 2         | —      |
| • Ковбои              | Les Cowboys                | 2         | —      |
| • Человек за бортом   | Un homme à la mer          | 2         | 1      |
| • Красная черепаха    | La Tortue rouge            | 2         | 2      |

## Список лауреатов и номинантов
| Лучший фильм | Лучший режиссёр |
| --- | --- |
| ★ «Первый, последний» / Les Premiers, les Derniers - «Вратарь» / Keeper - «Семейный бюджет» / L'Économie du couple - «Зонт» / Parasol - «Смерть от смерти» / Je me tue à le dire                                                        | ★ Були Ланнерс — «Первый, последний» / Les Premiers, les Derniers - Жоаким Лафосс — «Семейный бюджет» / L'Économie du couple - Валери Розье — «Зонт» / Parasol - Ксавье Серон — «Смерть от смерти» / Je me tue à le dire           |
| Лучший актёр | Лучшая актриса |
| ★ Жан-Жак Розен — «Смерть от смерти» / Je me tue à le dire - Абубакр Бенсаихи — «Чёрный» / Black - Франсуа Дамьен — «Ковбои» / Les Cowboys - Були Ланнерс — «Первый, последний» / Les Premiers, les Derniers                            | ★ Астрид Ветналл — «Дорога до Стамбула» / La Route d’Istanbul ★ Виржини Эфира — «В постели с Викторией» / Victoria - Жо Дезёр — «Человек за бортом» / Un homme à la mer - Мари Жиллен — «Мираж любви с фанфарами» / Mirage d’amour |
| Лучший актёр второго плана | Лучшая актриса второго плана |
| ★ Давид Муржиа — «Первый, последний» / Les Premiers, les Derniers - Шарли Дюпон — «Киллер поневоле» / Un petit boulot - Лоран Капеллуто — «Я солдат» / Je suis un soldat - Сэм Лаувейк — «Вратарь» / Keeper                             | ★ Катрин Сале — «Вратарь» / Keeper - Жульен Гоффер — «Зонт» / Parasol - Виржини Эфира — «Она» / Elle - Анн Косенс — «Тюремные пташки» / La Taularde                                                                                |
| Самый многообещающий актёр | Самая многообещающая актриса |
| ★ Йоанн Блан — «Человек за бортом» / Un homme à la mer - Лазар Гуссо — «Баден-Баден» / Baden Baden - Мартин Ниссен — «Добро пожаловать домой» / Welcome Home - Пьер Оливье — «Нас четверо» / Nous quatre                                | ★ Саломе Ришар — «Баден-Баден» / Baden Baden - Марта Канга Антонио — «Чёрный» / Black - Галия Бенали — «Едва я открою глаза» / À peine j’ouvre les yeux - Жад Сонтьенс и Марго Сонтьенс — «Семейный бюджет» / L'Économie du couple |
| Лучший сценарий | Лучший первый фильм |
| ★ «Смерть от смерти» / Je me tue à le dire — Ксавье Серон - «Вратарь» / Keeper — Гийом Сене и Давид Ламбер - «Семейный бюджет» / L'Économie du couple — Жоаким Лафосс - «Первый, последний» / Les Premiers, les Derniers — Були Ланнерс | ★ «Вратарь» / Keeper - «Зонт» / Parasol - «Смерть от смерти» / Je me tue à le dire |
| Лучший фламандский фильм | Лучший иностранный фильм совместного производства |
| ★ «Бельгия» / Belgica - «Отель «Проблемски»» / Problemski Hotel - «Земля просвещённых» / The Land of the Enlightened - «Чёрный» / Black                                                                                                 | ★ «Красная черепаха» / La Tortue rouge - «Вечность» / Éternité - «Ковбои» / Les Cowboys - «Едва я открою глаза» / À peine j’ouvre les yeux                                                                                         |
| Лучший оператор | Лучшие декорации |
| ★ «Зонт» / Parasol — Оливье Бунжинг - «Эволюция» / Évolution — Мануель Дакосс - «Первый, последний» / Les Premiers, les Derniers — Жан-Поль де Заетиж - «Танцовщица» / La Danseuse — Бенуа Деби                                         | ★ «Первый, последний» / Les Premiers, les Derniers — Поль Рушоп - «Вечность» / Éternité — Вероник Сакри - «Вратарь» / Keeper — Флорин Дима                                                                                         |
| Лучший дизайн костюмов | Лучшая оригинальная музыка |
| ★ «Первый, последний» / Les Premiers, les Derniers — Элиз Ансьйон - «Баден-Баден» / Baden Baden — Сандра Кампизи - «Чёрный» / Black — Нина Каспари                                                                                      | ★ «Зонт» / Parasol — Сирил де Ас и Мануель Ролан - «Глас людской» / Le Chant des hommes — Катрин Ґрандож - «Чёрный» / Black — Ганнес де Маер                                                                                       |
| Лучший звук | Лучший монтаж |
| ★ «Красная черепаха» / La Tortue rouge — Нильс Фот и Петер Солдан - «Вратарь» / Keeper — Виржини Мессиан и Франко Пископо - «Смерть от смерти» / Je me tue à le dire — Арно Кальвар, Жульен Мизак и Филип Шарбонель                     | ★ «Вратарь» / Keeper — Жули Брента - «Зонт» / Parasol — Николя Румпль - «Смерть от смерти» / Je me tue à le dire — Джули Наас |
| Лучший игровой короткометражный фильм | Лучший анимационный короткометражный фильм |
| ★ «Водопроводник» / Le Plombier - «Любовники» / Les Amoureuses - A l’arraché | ★ «Порнография» / Pornography - «Лето» / Estate - «Тотемы» / Totems |
| Лучший документальный фильм | |
| ★ «У битвы» / En bataille, portrait d’une directrice de prison - «Забытые земли» / La Terre abandonnée - Intégration Inch’Allah | |
| Почётный Магритт | |
| ★ Андре Дюссолье | |